# Nó 7,2
Na Teoria dos nós, o nó 7,2 é um dos sete nós primos com sete cruzamentos.
O nó 72 é inversível, mas não ambiquiral. Seu polinômio de Alexandre é:
{\displaystyle \Delta (t)=3t-5+3t^{-1},\,}
seu polinômio de  Conway é:
{\displaystyle \nabla (z)=3z^{2}+1,\,}
e o seu polinômio de Jones é:
{\displaystyle V(q)=q^{-1}-q^{-2}+2q^{-3}-2q^{-4}+2q^{-5}-q^{-6}+q^{-7}-q^{-8}.\,}